# Пресса в Азербайджанской Демократической Республике
Пресса в Азербайджанской Демократической Республике (АДР, азерб. Azərbaycan Xalq Cümhuriyyətində mətbuat) – один из этапов в истории азербайджанской печати (1918-20 годы). За два года существования АДР было издано около 100 газет и журналов.

## Идейное направление
С точки зрения идейной пропаганды прессу 1918-20 годов можно сгруппировать следующим образом: национальная пресса (Азербайджанской Демократической Республики), большевистская пресса (оппозиция), эсеро-меньшевистская пресса и др.
Текст печатных изданий АДР, издаваемых в Баку, Гяндже, Шуше, Тифлисе и других городах, был написан издавались не только на азербайджанском, но и на русском, грузинском, польском, персидском, немецком и других языках.

## Создание
Представители азербайджанской интеллигенции: Гасан-бек Зардаби, Алимардан-бек Топчибашев, Исмаил Гаспринский и другие оказали сильное влияние на появление и последующее развитие национальной прессы.
В "Уставе о печати", принятом в соответствие с Постановлением Парламента АДР от 30 октября 1919 года, указывалось, что для издания публикаций достаточно подать заявление генеральному инспектору по делам печати. Распоряжением Правительства от 9 ноября 1918 года был отменен государственный контроль над содержанием, публикацией и распространением печати и средств массовой информации.
В марте 1919 года Советом министров было принято решение об учреждении Азербайджанского телеграфного агентства.

## Национальная пресса
Периодическая печать Азербайджана 1918-20 годов отражала интересы различных слоев населения. Издавались такие газеты и журналы, как "Гянджляр юрду", "Афкари-мутааллимин", "Маданият" и т.д. На их страницах публиковались статьи, посвященные развитию науки, просвещения и культуры, а также общественно-экономическим, политическим событиям, происходящим в стране.
Начавший издаваться 11 марта 1919 года журнал "Овраги-нафиса" стал первым в истории азербайджанской печати периодическим органом, посвященным литературе и искусстве. В марте-августе 1919 года в Баку было издано всего 6 номеров. Редактором этого журнала был Алаббас Музхиб, издателем композитор Зульфугар Гаджибеков, художником Азим Азимзаде. В журнале публиковались фотографии и статьи о музыке, театре, памятниках архитектуры, жизни актеров и сценической деятельности.
Среди органов печати в период АДР можно выделить: "Истиглал" (1918-20), "Азербайджан" (1918-20), "Овраги-Нафиса" (1919), "Мусульманство" (1917-19), "Спасение" (1920), "Гянджляр юрду" (1918), "Шейпур" (1918-1919)), "Занбур (журнал)" (1919), "Новости азербайджанского правительства" и др.
В журнале "Спасение", первый номер которого вышел в начале 1920 года, публиковались Абдулла Шаиг, Гусейн Джавид, Салман Мумтаз, Фейзулла Саджид, Али Юсиф и другие.

## Большевистская пресса
В 1917-20 годах в Азербайджане большевиками было издано свыше 40 наименований газет и журналов. Ведущим органом большевистской печати была газета "Гуммет" (1917-18 годы, под редакцией публицистов Мамеда Саида Ордубади и Дадаша Буньядзаде). Самым активным представителем большевистской прессы был Алихан Гараев. В 1918-20 годах Гараев был редактором таких газет и журналов, как "Красный флаг", "Захмат садасы", "Беднота", "Рабочая правда", "Голос труда", "Факел", "Октябрьская революция", издававшихся на русском и азербайджанском языках.
В 1918-20 годах в Баку действовали такие большевистские органы печати, как "Бакинец" (1907-20), "Бакинская жизнь", "Бакинский рабочий" (1906-20, орган Бакинского комитета РСДРП), "Бакинское слово", "Бакинское утро", "Искра", "Набат" (1919), "Наша жизнь" (1919), "Пролетарий" и др.

## Сатирические журналы
В эти годы в Азербайджане выходили сатирические журналы "Шейпур" и "Занбур". Издателем "Шейпура", первый номер которого вышел 5 октября 1918 года, был Самед Мансур, редактором же - Мамедали Сидги. В "Занбуре", изданном с апреля 1919 года, публиковались стихи и публицистические статьи Мамедали Сидги, Али Назми, Самеда Мансура, Балагардаша Саттароглу и других авторов. Цветные карикатуры в журнале принадлежали художнику Азиму Азимзаде. Всего было выпущено 24 номера "Занбур", выходивших раз в неделю.